# Nijō Munehira
Nijō Minehira (二条 宗熙, né le 27 décembre 1718 et mort le 3 août 1738), fils du régent Nijō Yoshitada, est un noble de cour japonais (kugyō) de l'époque d'Edo. Il adopte le fils de Kujō Yukinori qui devient connu sous le nom Nijō Munemoto.

## Source de la traduction
- (en) Cet article est partiellement ou en totalité issu de l’article de Wikipédia en anglais intitulé « Nijō Munehira » (voir la liste des auteurs).